# Гундарева Наталія Георгіївна
Ната́ля Гео́ргіївна Гу́ндарева (рос. Наталья Георгиевна Гундарева; 28 серпня 1948, Москва, РРФСР — 15 травня 2005, Москва, Росія) — радянська і російська акторка театру і кіно. Заслужена артистка РРФСР (1980). Народна артистка РРФСР (1986). Провідна акторка Московського академічного театру імені В. Маяковського (1972—2001). Депутатка Державної думи Російської Федерації I скликання (1994—1996). Кавалер ордена «За заслуги перед Вітчизною» IV ступеня (1998).
Лауреатка премії Ленінського комсомолу (1978), Державної премії РРФСР імені братів Васильєвих (1980), Державної премії СРСР (1984), премії Мерії Москви (1994), Премії Президента Російської Федерації (2003).
Найбільш відомі ролі зіграла в таких фільмах, як «Труффальдіно з Бергамо», «Осінній марафон», «Самотнім надається гуртожиток», «Вас чекає громадянка Ніканорова», «Господиня дитячого будинку», «Солодка жінка», «Одного разу через двадцять років» та інші.

## Біографія
Народилася у Москві 28 серпня 1948 року в сім'ї інженерів-будівельників. Батько — Георгій Макарович, працював інженером на заводі малолітражних автомобілів. Мати — Олена Михайлівна, працювала інженером-проєктувальником — керівницею групи — у проєктно-конструкторському бюро ЦНДІ будівництва торгових та промислових будівель. Батьки рано розлучилися, і Наталю виховувала мати. Батьки з дитинства вчили доньку любити театр, кіно, мистецтво взагалі. Якось Наталя потрапила на спектакль МХАТу «Синій птах», який настільки вразив дівчину, що вона опісля скаже: «Я не знала — йти мені підлогою в театрі чи летіти». Але, попри любов до театру, акторкою вона ставати не збиралася.
У 1967 вступила на підготовчі курси Московського інженеро-будівельного інституту, вже почала успішно складати іспити, але несподівано для всіх забрала документи й пішла в театральний. Добре, що мати тоді поїхала у відпустку. Наталя подала документи до Щукінського училища і незабаром була зарахована на курс, яким мав керувати Катін-Ярцев.
В 1971 році закінчила курс Юрія Васильовича Катіна-Ярцева в Щукінському училищі (училася разом з Костянтином Райкіним, Юрієм Богатирьовим, Наталією Варлей).
З 1971 року працювала в Театрі імені В. Маяковського. Першою значною роллю Наталії Гундаревої стала роль Ліпочки (спектакль «Банкрут» за п'єсою О. М. Островського «Свої люди — розрахуємось», 1974).
У кіно акторка почала зніматися ще з 1966 року. Але дійсним дебютом акторки варто вважати 1972 рік, коли вона зіграла головну роль у мелодрамі Віталія Мельникова «Здрастуй і прощай» (1972). У кіно, серіалах і телеспектаклях зіграла близько 80 різнопланових ролей (переважно — головних). Одна з найпопулярніших акторок радянського кінематографу 1970—1990 років.
Знялася в картинах Одеської кіностудії: «Подвиг Одеси» (1985, тітка Груня; реж. В. Стрєлков), «Обранець долі» (1987, шинкарка, реж. В. Шиловський).
У липні 2001 перенесла інсульт.
У 2002 у рамках акції «В ім'я здоров'я» вона допомагала багатьом акторам пройти курс лікування.
Похована на Троєкурівському цвинтарі у Москві.
Особисте життя:
- Перший чоловік: Леонід Хейфец, театральний режисер і педагог. Народний артист РФ (1993).
- Другий чоловік: актор театру і кіно Віктор Корешков (1952—2011).
- Останній чоловік: актор театру і кіно Михайло Філіппов (нар.. 1947).

## Фільмографія
- «Хмир» (1966, короткометражний, ВДІК)
- «У Москві проїздом…» (1970, продавчиня біноклів у ДУМі)
- «Здрастуй і прощай» (1972, Надежка (Надія Сергіївна), буфетниця)
- «Шукаю людину» (1973, Клава)
- «Цемент» (1973, Мотя, дружина Савчука (роль озвучена іншою акторкою)
- «Призначення» (1973, Майя Золоткова)
- «Осінь» (1974, Дуся)
- «Найжаркіший місяць» (1974, Галина)
- «Сергєєв шукає Сергєєва» (1974, Алла Володимирівна, голова місцевкому)
- «Повернення» (1975, фільм-спектакль; Софія Кирилівна Задніпровська, вдова, поміщиця)
- «Солодка жінка» (1976, Анна)
- «Вишневий сад» (1976, фільм-спектакль; Дуняша, покоївка)
- «Підранки» (1976, Тася)
- «Театральні історії» (1976, короткометражний, Каучукова, акторка)
- «Любов Ярова» (1977, фільм-спектакль; Дунька (Дуня Хомівна)
- «Прибуткове місце» (1977, фільм-спектакль; Вишневська)
- «Зворотний зв'язок» (1977, Медведєва)
- «Капітанська дочка» (1978, фільм-спектакль; Катерина II)
- «Стійкий туман» (1978, фільм-спектакль; Єфросинія)
- «Інтерв'ю в Буенос-Айресі» (1979, фільм-спектакль; Клара Фастос)
- «Відпустка у вересні» (1979, Валерія, дружина Саяпіна)
- «Труффальдіно з Бергамо» (1976,  Смеральдіна, наречена Труффальдіно)
- «Гарантую життя» (1977, Ольга)
- «Смішні люди!» (1977, Марія Петрівна, дружина слідчого)
- «Коли йдеш – іди» (1978, Марина)
- «Слід на землі» (1978, Клава)
- «Вас чекає громадянка Никанорова» (1978, Катя Никанорова)
- «Осінній марафон» (1979, Ніна Євлампієвна Бузикіна)
- «Уявний хворий» (1979, Беліна)
- «Непроханий друг» (1980, Анна, колишня дружина Віктора)
- «Одного разу двадцять років потому» (1980, Надія Круглова, мама)
- «Дульсінея Тобоська» (1980, Альдонса-Дульсінея (вокал — Олена Камбурова)
- «Слідство ведуть ЗнаТоКі». Справа № 15 «Пішов і не повернувся» (1980, Олена Дмитрівна Миловидова)
- «Білий сніг Росії» (1980, Надія Сергіївна, російська дружина Алехіна)
- «Про бідного гусара замовте слово» (1981, модистка Жужу)
- «Проданий сміх» (1981, пані Бебер, господиня булочної)
- «Тупейний художник» (1981, фільм-спектакль, моноспектакль)
- «Дитячий світ» (1982, Людмила Яківна)
- «Самотнім надається гуртожиток» (1983, Віра)
- «Підліток» (1983, Тетяна Павлівна Пруткова)
- «Господиня дитячого будинку» (1983, Олександра Іванівна Ванєєва)
- «І життя, і сльози, і любов» (1983, Антоніна Юхимівна, кухарка)
- «Термін давності» (1983, Наталія)
- «Прощання слов'янки» (1985, Женя)
- «Подвиг Одеси» (1985, тітка Груня; Одеська кіностудія, реж. В. Стрєлков)
- «Діти сонця» (1985, Меланія Миколаївна, сестра Бориса Чепурного)
- «Зимовий вечір у Гаграх» (1985, Ірина Мельникова, співачка (вокал — Лариса Доліна)
- «Особиста справа судді Іванової» (1985, Любов Григорівна Іванова, суддя)
- «Перехід на літній час» (1986, фільм-спектакль; Валерія Михайлівна венцових, зав.сектором електроніки)
- «Обранець долі» (1987, шинкарка; Одеська кіностудія, реж. В. Шиловський)
- «Аеліто, не приставай до чоловіків» (1988, Аеліта)
- «Життя Клима Самгіна» (1988, т/с, Марина Петрівна Зотова (Премірова)
- «Дві стріли. Детектив кам'яного століття» (1989, Вдова, дружина вбитого Довгого)
- «Воно» (1989, Клемантінка де Бурбон)
- «Серце не камінь» (1989, Аполлінарія Панфілівна Халимова)
- «Паспорт» (1990, Інга, дружина Якова)
- «Собачий бенкет» (1990, Жанна)
- «Спокуса Б.» (1990, Наталя Петрівна, вона же Маркіза)
- «Небеса обітовані» (1991, Люська, співмешканка Васьки, посудомийка)
- «Загублений в Сибіру» (1991, Фіїна)
- «Тисяча доларів в одну сторону» (1991, Анфіса)
- «Курка» (1991, Алла Іванівна Кострова, акторка)
- «Віват, гардемарини!» (1991, імператриця Єлизавета Петрівна)
- «Чокнуті» (1991, княгиня Отрешкова)
- «Гардемарини III» (1992, імператриця Єлизавета Петрівна)
- «Осколок „Челленджера“» (1992, Зінаїда; Росія—Франція)
- «Альфонс» (1993, Света)
- «Особисте життя королеви» (1993, Рапа, генсек КПЗ)
- «Заручники „Диявола“» (1993, Олена Сергєєва)
- «Петербурзькі таємниці» (1994—1998, т/с, княгиня Тетяна Львівна Шадурська)
- «Московські канікули» (1995, Дуся)
- «Райське яблучко» (1998, Римма Петрівна Крутіліна, директор)
- «Хочу в тюрму» (1998, Маша)
- «Любов.ru» (2000, Марина)
- «Ростов-тато» (2001, т/с, Анна Гусарова)
- «Соломія» (2001, т/с, не був завершений; Василиса Саввишна, сваха)
- «Кримінальне танго» (2003, генеральша) — остання роль в кіно

Озвучування:
- «Вони воювали за Батьківщину» (1975, Глаща — роль Лідія Федосеєвої-Шукшинаої)
- «Двадцять днів без війни» (1976, Ксенія Сергіївна, колишня дружина Лопатіна — роль Л. Овчинникової)
- «Чи то птах, чи то звір» (1984, мультфільм, читає текст)
- «Казка про нерозумного чоловіка» (1986, мультфільм)
- «Блазень Балакірєв» (1993, мультфільм, Катерина I)

## Нагороди і премії
- Найкраща акторка року за результатами опитувань журналу «Радянський екран» (1977, 1981, 1985)
- Премія Ленінського комсомолу (1978) — за створення образів сучасників і високу виконавську майстерність.
- Державна премія РРФСР імені братів Васильєвих (1980) — за виконання ролі Ніни Бузикіної (фільм «Осінній марафон»).
- Приз IX Міжнародного кінофестивалю в Болгарії (1981).
- Державна премія СРСР (1984) — за виконання ролей Садофьев в спектаклі «Чутка» А. Д. Салинського і Катерини Львівни Ізмайлової в спектаклі «Леді Макбет Мценського повіту» М. С. Лєскова.
- Премія Спілки кінематографістів Росії «Ніка» у номінації «Акторка року» (1990).
- Приз «Діамантовий вінець» Всеросійського фестивалю «Сузір'я» (1990).
- Приз на Міжнародному кінофестивалі в Монреалі у номінації «Найкраща жіноча роль» (1990).
- Премія Мерії Москви в області літератури і мистецтва (1994) — за участь у виставі «Жертва століття».
- Премія «Кришталева Турандот» (1996).
- Орден «За заслуги перед Вітчизною» IV ступеня (3 лютого 1998) — за великі заслуги в розвитку театрального мистецтва
- Незалежна премія «Кумир» (1999).
- Премія МКФ «Схід-Захід» в Баку — за найкращий жіночий образ (2000).
- Міжнародна театральна премія імені К. С. Станіславського (2001).
- Премія Президента Російської Федерації в області літератури і мистецтва 2002 року.
- Премія Російської академії кіно «Золотий орел» у номінації «Найкраща акторка року» за фільм «Ростов-тато» (2003).